# Примусова асиміляція

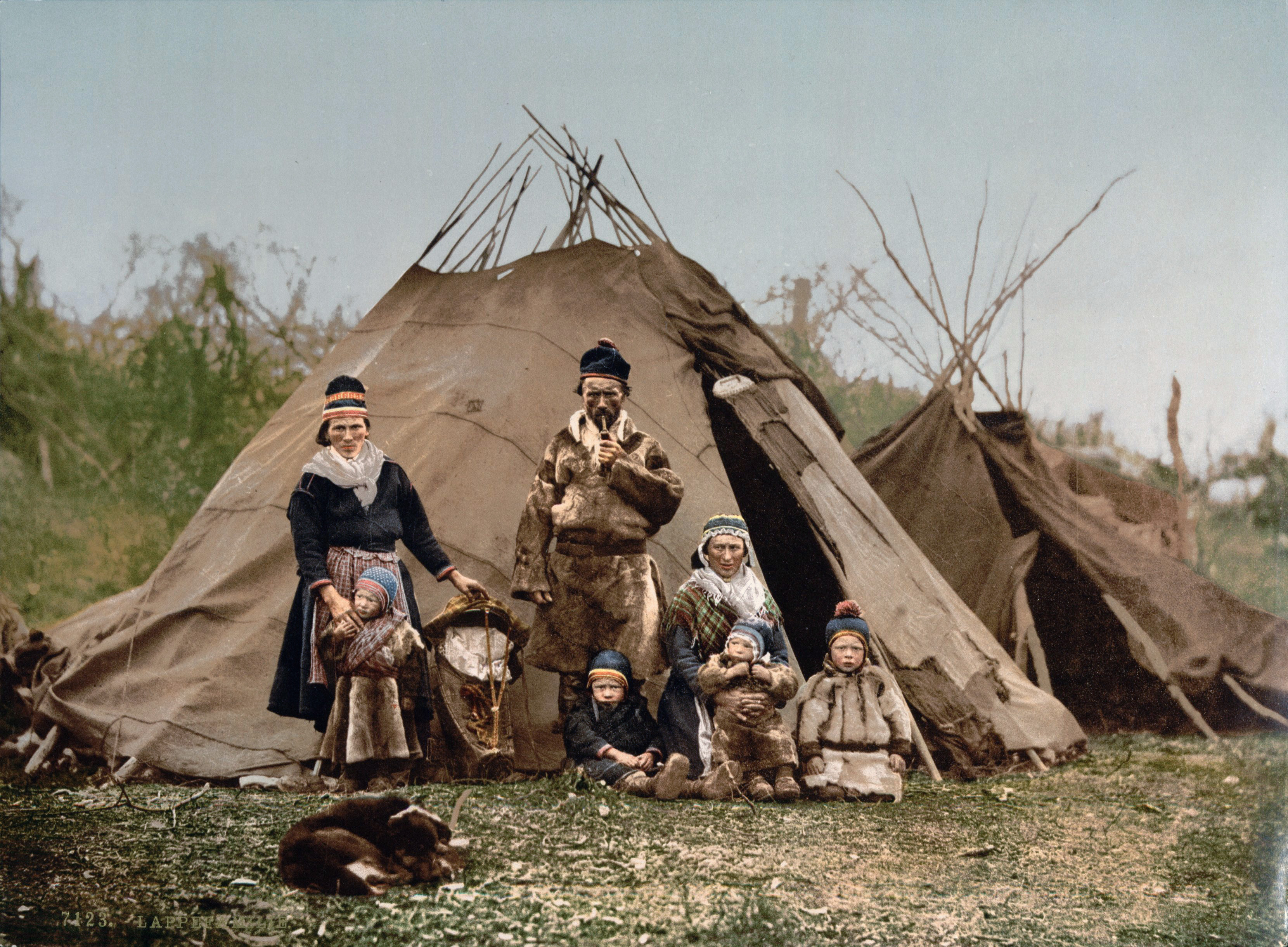

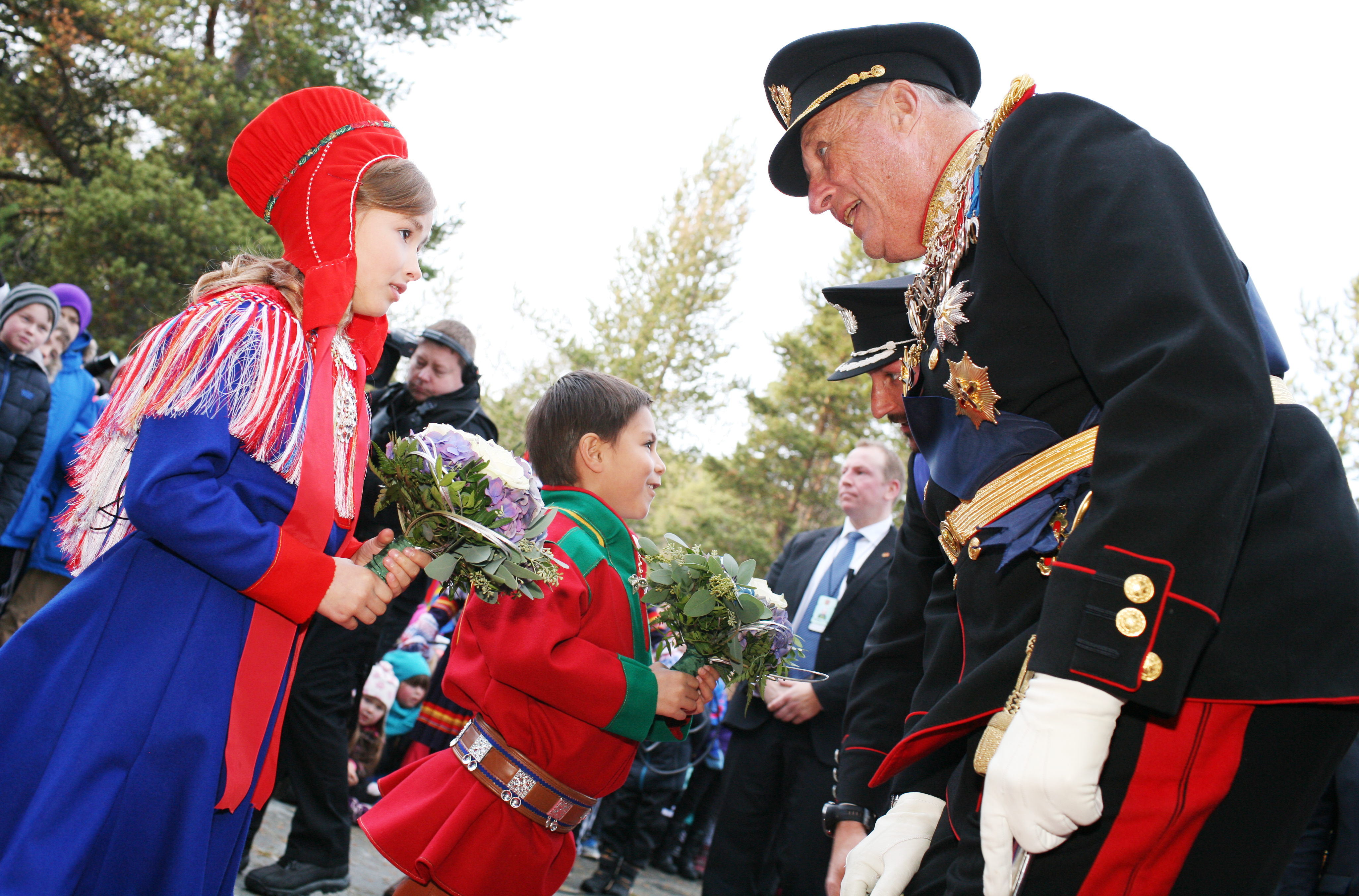
Народ саами став жертвою тактики примусової асиміляції з боку урядів Норвегії, Швеції, Фінляндії та Росії протягом 19-го та першої половини 20-го століття. Сьогодні їхня культура та мови натомість пропагуються, захищаються законом і викладаються в школах.

Примусова асиміляція — мимовільна культурна асиміляція груп релігійних або етнічних меншин, під час якої уряд змушує їх прийняти мову, національну ідентичність, норми, вдачу, звичаї, традиції, цінності, менталітет, уявлення, спосіб життя та часто релігію та ідеологію встановленої та загалом більшої спільноти, що належить до домінуючої культури.
Примусове використання домінуючої мови в законодавстві, освіті, літературі та богослужінні також вважається примусовою асиміляцією. На відміну від етнічної чистки, місцеве населення не знищується повністю і може проживати на своїй території та не змушене її покидати. Натомість асиміляція населення стає обов'язковою. Вченими, які вивчають геноцид і націоналізм, таке явище також називається обов'язковою асиміляцією.
Примусова асиміляція іноді ставала політикою нових або дискусійних націй, часто під час або після війни. Деякими прикладами є як німецька, так і французька примусова асиміляція в провінціях Ельзас і (принаймні частина) Лотарингії, а через кілька десятиліть після завоювання шведами данських провінцій Сконе, Блекінге та Галланд місцеве населення було піддано примусовій асиміляції, або навіть примусова асиміляція етнічних китайців в Бангкоку урядом Сіаму під час Першої світової війни до Народного повстання в Таїланді 1973 року.

## Етноси
Якщо держава робить надзвичайний наголос на однорідній національній ідентичності, вона може вдатися, особливо у випадку меншин, що походять від історичних ворогів, до жорстких, навіть екстремальних заходів, щоб «винищити» культуру меншини, іноді аж до розгляду єдиної альтернативи його фізичне знищення (вигнання чи навіть геноцид).
Держави, здебільшого ґрунтуючись на ідеї нації, сприймали присутність етнічних чи мовних меншин як небезпеку для своєї власної територіальної цілісності. Насправді меншини могли вимагати власної незалежності або приєднання до своєї батьківщини. Наслідком стало послаблення або зникнення кількох етнічних меншин.
У другій половині ХІХ століття та першій половині ХХ століття відбулося зростання єврохристиянського націоналізму, який стверджує право на батьківщину для кожної нації зі спільною спадщиною через расу, релігію та мову. Раніше країна складалася здебільшого з будь-яких народів, які жили на землі, яка перебувала під владою певного правителя. Таким чином, коли князівства та королівства зростали завдяки завоюванням і шлюбам, правитель міг опинитися під своїм пануванням із народами багатьох різних етнічних груп. Це також відображало довгу історію міграцій різних племен і народів по всій Європі. Значну частину європейської історії другої половини ХІХ та першої половини ХХ сторіччя можна зрозуміти як спроби перебудувати національні кордони з цією концепцією «один народ, одна нація».
Багато конфліктів виникали б, коли одна нація відстоювала територіальні права на землю за межами своїх кордонів на основі спільного зв'язку з людьми, які живуть на цій землі. Приклад: організовані Росією територіальні права на відколоту від Грузії провінцію Південна Осетія на Північну Осетію. Інше джерело конфлікту виникло, коли група людей, які становили меншість в одній нації, прагнула відокремитися від нації або створити незалежну нації або приєднатися до іншої нації, з якою вони відчували міцніші зв'язки. Ще одним джерелом конфлікту було бажання деяких націй вигнати людей з території в межах своїх кордонів на тій підставі, що ці люди не поділяють спільних зв'язків з більшістю людей, які проживають у цій нації.
Корисно протиставити масові міграції та примусове вигнання етнічних німців зі Східної Європи іншим масовим переміщенням населення, таким як обмін населенням між Грецією та Туреччиною та обмін населенням, що відбувся після поділу Індії. У всіх випадках вигнані дуже страждали. Примусові міграції відбувалися після кожної з двох світових воєн.

### Східна Азія
У Японії та Кореї, оскільки кожна країна заявляла про себе як про однонаціональну країну, етнічним меншинам довелося століттями приховувати свою національну ідентичність, і багато з них призвели до асиміляції, як-от айнів та рюкюсців в Японії, мігрантів когурьо, пархе, тунгусів та маньчжурів у Кореї.
Таїланд намагався асимілювати своїх численних китайських іммігрантів, надаючи тайське громадянство лише в тому випадку, якщо вони відмовилися від будь-якої лояльності до Китаю, навчилися говорити по-тайськи, змінили свої імена та відправили своїх дітей до тайських шкіл.

#### Китай
Щонайменше один мільйон представників уйгурської мусульманської меншини Китаю були ув'язнені в таборах масового ув'язнення в Сіньцзяні, які називаються «таборами перевиховання», спрямованими на зміну політичного мислення затриманих, їх особистості та релігійних переконань. Приблизно один мільйон дітей тибетської меншини відчуває на собі вплив політики уряду Китаю, спрямованої на культурну, релігійну та мовну асиміляцію тибетського народу, головним чином через шкільну систему інтернатного типу.

### Північна Америка
У Сполучених Штатах і Канаді примусова асиміляція застосовувалася проти корінних народів через систему шкіл-інтернатів канадійських індіанців та шкіл-інтернатів американських індіанців. З такою ж асиміляцією зіткнулися також франкомовні та іспаномовні народи, що населяли США та Канаду, через мовні заборони, насильство та надзвичайні упередження з боку англомовних упродовж ХХ століття.
У Сполучених Штатах під час Першої світової війни американський уряд спалив більшість німецьких книг, заборонив використання німецької мови в громадських місцях і перейменував багато місць, які раніше мали німецькі назви, більш англійськими словами; форсована асиміляція була дуже успішною. До цього німецько-американська громада загалом відмовилася від асиміляції та зберегла свої німецькі традиції, наприклад пити пиво по неділях. Німецька також була основною мовою в багатьох частинах країни.

### Близький Схід

#### Туреччина
Офіційною державною політикою Туреччини протягом кількох десятиліть було заперечення курдів. Країна заперечувала те, що курди становлять етнічну групу, і натомість стверджувала, що вони є підгрупою турків. Слова «курд» і «Курдистан» були під забороною у державних установах, і протягом ХХ століття курдів називали гірськими турками (тур. Dağ Türkleri). До сьогоднішнього дня Туреччина не визнає курдів як етнічну групу, хоча тепер дозволено використовувати курдські мови.
Було заперечено, що курдська нація коли-небудь існувала; за Тезами турецької історії, курди в минулому мігрували з Туранської Центральної Азії. Протягом 1920-х і 1930-х років торговців штрафували окремо за кожне слово курдської мови, яке вони використовували. У школі учнів карали, якщо їх спіймали на курдській мові, а в 1960-х роках були створені турецькомовні школи-інтернати, щоб відокремити учнів від їхніх курдських родичів і отурчити курдське населення.

### Європа

#### Азербайджан
Етнічні меншини в Азербайджані, включно з талишами (див. Асиміляція талишів), лезгинами, курдами, татами та грузинами-інгілойцями, піддаються насильницькій асиміляції до азербайджанської тюркської ідентичності та етнічній дискримінації з боку азербайджанського уряду ще з радянських часів.

#### Росія
У рамках триваючого російського вторгнення в Україну російський уряд примусово переселив тисячі українських дітей до Росії та усиновив їх до російських сімей, процес, який є порушенням заборони примусової асиміляції Конвенції про геноцид. 17 березня 2023 року Міжнародний кримінальний суд видав ордери на арешт президента Росії Володимира Путіна та російського уповноваженого з прав дитини Марії Олексіївни Львової-Бєлової за їх роль у цьому ймовірному військовому злочині.

#### Франція
Франція практикувала примусову асиміляцію окситанців та інших етнічних меншин, для яких французька мова не була рідною, таких як ельзасці, баски та каталонці. Цей процес поширився протягом ХІХ та ХХ століть і був відомий як вергонья. Це включало «примушення відмовлятися від рідної мови (чи батьків) і відчувати сором за неї через офіційне виключення, приниження в школі та неприйняття з боку медіа» і було схвалено французькими політичними лідерами, починаючи з Анрі Грегуара. Кількість носіїв окситанської мови у Франції скоротилася з 39 % населення Франції у 1860 році до 7 % у 1993 році.
До цього дня Франція також постійно відмовляється ратифікувати Європейську хартію регіональних мов або мов меншин, і рідні нефранцузькі мови у Франції продовжують бути офіційно невизнані, з окситанцями, басками, корсиканцями, каталонцями, фламандцями, бретонцями, ельзасцями, а савойці все ще не мають чіткого юридичного права вести державні справи своїми регіональними мовами на своїй батьківщині.

## Релігійні спільноти
Асиміляція також включає (часто примусове) навернення або секуляризацію релігійних членів меншини.
Протягом усього Середньовіччя і до середини ХІХ століття більшість євреїв у Європі були змушені жити в невеликих містечках (штетлах) і їм було заборонено вступати до університетів або отримати професії високого рівня.
Під час геноциду в Камбоджі мусульмани Чам зазнали переслідувань з боку режиму червоних кхмерів, спочатку через примусову асиміляцію, а пізніше через пряме насильство (масові вбивства, напади та знищення їхніх сіл).

## Національний
Коли нові іммігранти приїжджають у країну, виникає напруга, оскільки вони адаптуються до нових людей та оточення, щоб пристосуватися, зберігаючи при цьому свою оригінальну культуру. Тут дослідження показують, що корінні жителі часто очікують асиміляції, особливо від негативно сприйнятих іммігрантів. Крім того, асиміляційний тиск, здається, особливо виражений у напрямку другого покоління.

## Подальше читання
- Бібліографія геноцидології